# Landesregierung Tschiggfrey II
Die Landesregierung Tschiggfrey II bildete die Tiroler Landesregierung während der V. Gesetzgebungsperiode von der Wahl der Landesregierung zu Beginn der V. Gesetzgebungsperiode am 7. November 1961 bis zum Tod von Landeshauptmann Hans Tschiggfrey am 30. Juni 1963 bzw. der Angelobung der Landesregierung Wallnöfer I am 13. Juli 1963.
Die Österreichische Volkspartei (ÖVP) hatte bei der Landtagswahl 1961 den Anspruch auf sechs der in der Folge vereinbarten acht Regierungssitze erworben, darunten den Landeshauptmann, einen Landeshauptmann-Stellvertreter und vier Landesräte. Auch die Sozialdemokratische Partei Österreichs (SPÖ) war auf Grund des Proporzsystems mit einem Landeshauptmann-Stellvertreter in der Landesregierung vertreten, zudem stellte die SPÖ einen Landesrat. Gegenüber der Landtagswahl 1957 hatte sich das Kräfteverhältnis nicht verändert, jedoch war es gegenüber der Vorgängerregierung Tschiggfrey I zu einigen Veränderungen gekommen. Statt des bisherigen Landeshauptmann-Stellvertreters Josef Anton Mayr wurde Hans Gamper (beide ÖVP) zum neuen Ersten Landeshauptmann-Stellvertreter gewählt. Gamper war zuvor bereits Landesrat gewesen und hatte das Amt des Landeshauptmann-Stellvertreters schon in der Nachkriegszeit innegehabt. Ebenfalls neu im Amt waren die ÖVP-Landesräte Hermann Scheidle und Robert Lackner, während Aloys Oberhammer nicht mehr der Regierung angehörten. Während der Amtszeit der Regierung Tischiggfrey II kam es zu keinen Veränderungen in der Personalzusammensetzung der Regierung.
Während Landeshauptmann Tischiggfrey mit 35 der 36 möglichen Stimmen (bei einer leer abgegebenen Stimme)  gewählt wurde, erfolgte die Wahl der übrigen Regierungsmitglieder nach dem Verhältniswahlrecht durch die schriftliche Nominierung der Regierungsmitglieder durch die zwei Landtagsklubs von ÖVP und SPÖ.

## Regierungsmitglieder
| Amt                                    | Name             | Partei | Geschäftsfelder |
| -------------------------------------- | ---------------- | ------ | --------------- |
| Landeshauptmann                        | Hans Tschiggfrey | ÖVP    |                 |
| Erster Landeshauptmann-Stellvertreter  | Hans Gamper      | ÖVP    |                 |
| Zweiter Landeshauptmann-Stellvertreter | Karl Kunst       | SPÖ    |                 |
| Landesrat                              | Robert Lackner   | ÖVP    |                 |
| Landesrat                              | Hermann Scheidle | ÖVP    |                 |
| Landesrat                              | Adolf Troppmair  | ÖVP    |                 |
| Landesrat                              | Eduard Wallnöfer | ÖVP    |                 |
| Landesrat                              | Rupert Zechtl    | SPÖ    |                 |